# Александър Зорзанов
Александър К. Зорзанов (1860 – 1910) е български политик, кмет на Разград след Освобождението през периода 1894 – 1896 година.